# Øvre Rendals kommun
Øvre Rendals kommun (norska: Øvre Rendal kommune) var en kommun i Hedmark fylke i östra Norge. Kommunen omfattade den norra delen av nuvarande Rendalens kommun. Den tidigare tätorten Bergset utgjorde kommunens centralort.

## Administrativ historik
Øvre Rendals kommun upprättades 1880 när den dåvarande kommunen Rendal delades i två och de båda kommunerna Ytre Rendal respektive Øvre Rendal bildades. Kommunen hade 1 868 invånare vid upprättandet.
Den 1 januari 1911 bröts ett område med 381 invånare ut ur kommunen för att tillsammans med en delar av kommunerna Tolga, Trysil och Ytre Rendal bilda Engerdals kommun.
Den 1 januari 1965 gick kommunen upp i Rendalens kommun. Kommunens hade då 1 629  invånare.